# Julian Rydzkowski
Julian Rydzkowski (ur. 13 lutego 1891 w Bydgoszczy, zm. 10 lipca 1978 w Chojnicach) – chojnicki kupiec, działacz społeczno-kulturalny, regionalista.

## Życiorys
Syn restauratora Augustyna Rydzkowskiego i Moniki z d. Ściesieńskiej, ukończył szkołę powszechną, następnie w latach 1906–1909 uczęszczał do szkoły handlowej w rodzinnej Bydgoszczy. Odbywał praktyki kupieckie w różnych miastach niemieckich. Jeszcze przed I wojną światową osiadł w Chojnicach, gdzie pracował jako ekspedient i dekorator. Po wybuchu wojny zmobilizowany, służył jako pielęgniarz na froncie wschodnim i zachodnim. Został odznaczony Krzyżem Żelaznym.
W 1919 roku wrócił do Chojnic, gdzie podjął pracę w firmie W.J. Schreibera. Działał w Organizacji Wojskowej Pomorza, współtworzył Towarzystwo Śpiewu „Lutnia” i Towarzystwo Handlowe, kierował także amatorskim zespołem teatralnym. W 1920 roku współorganizował uroczystości z okazji przyłączenia Chojnic do Polski. W tym samym roku utworzył w Chojnicach oddział Towarzystwa Oświaty „Pomorze”. Odznaczony Odznaką Frontu Pomorskiego. Pracował w Biurze Rent Wojskowych (1920), jako przedstawiciel fabryki sieci rybackich (1922), producent ramek i luster ręcznych (1923), a później jako dekorator i specjalista od reklamy w branży bławatnej (1924).
W 1930 roku wybrany członkiem chojnickiej Rady Miejskiej. Współzałożyciel miejscowego oddziału Polskiego Towarzystwa Krajoznawczego, wydawał jednodniówkę „Turysta w Chojnicach”. Dzięki jego staraniom w 1932 roku powołane zostało Muzeum Regionalne, któremu podarował swoje zbiory etnograficzne zebrane na południowych Kaszubach. Eksponaty te zostały zniszczone we wrześniu 1939 roku. W 1934 roku założył Towarzystwo Miłośników Miasta Chojnice i Okolicy. W latach 1935–1939 był współredaktorem pisma „Zabory”, a w 1936 roku przez krótki czas wydawał własną „Gazetę Chojnicką”. Współpracował też z „Dziennikiem Pomorskim” i „Konitzer Tageblatt”. W 1937 roku zainicjował obchody Dni Chojnic.
W 1938 roku osiadł w Pionkach, gdzie prowadził dom konfekcyjny i powołał do życia Stowarzyszenie Kupców Chrześcijańskich. Po wybuchu II wojny światowej w 1939 roku pozbawiony przez władze niemieckie majątku pracował jako ekspedient, a później urzędnik gminny. W 1945 roku powrócił do Chojnic, gdzie został kierownikiem referatu kultury w tamtejszym starostwie. Później był kierownikiem Domu Wypoczynkowego PTTK i inspektorem regionalnym w Chojnickim Domu Kultury. W latach 1955–1975 zasiadał w Miejskiej Radzie Narodowej. Współtworzył chojnicki oddział Zrzeszenia Kaszubsko-Pomorskiego, był członkiem Chojnickiego Towarzystwa Kultury i Stowarzyszenia „Pax”. W 1960 roku doprowadził do reaktywacji chojnickiego Muzeum Regionalnego, którego był pierwszym dyrektorem i kustoszem (do 1972 r.).
Autor przewodnika Chojnice i okolice (1969) oraz napisanego wspólnie z Janem Rymaszewskim Kajakiem po wodach województwa bydgoskiego (1953). Publikował w Gazecie Pomorskiej, zainicjował wydawanie Zeszytów Chojnickich (1964) i czasopisma muzealnego Baszta (1974). Został odznaczony Medalem Stolema i Krzyżem Kawalerskim Orderu Odrodzenia Polski. Pochowano go w Alei Zasłużonych na chojnickim cmentarzu komunalnym.
Imieniem Rydzkowskiego nazwano Muzeum Regionalne w Chojnicach, chojnicką Szkołę Podstawową nr 1 i jedną z ulic miasta. W 100-lecie jego urodzin na domu przy placu Jagiellońskim 8, w którym mieszkał, odsłonięto tablicę pamiątkową.